# Бака са црвеном заставом
Бака са црвеном заставом (рус. Бабушка с красным флагом) јесте слика која се појавила у руском сегменту интернета. Слика која представља старију жену са црвеним барјаком у рукама постала је распрострањена широм Русије, као симбол вере и херојства, након објављивања видео снимка на коме пензионерка излази пред украјинске војнике са заставом СССР.

## Видео
Почетком марта 2022. године интернетом је кружио снимак који су у једном од села снимили војници Оружаних снага Украјине. На снимку комуницирају са старцем који показује сумњу према њима, док из куће излази старија жена са совјетском заставом.
Рашири ову крпу. Да ли сте нас чекали? – са подсмехом каже један од војника. „Чекали смо, чекали и молили се за вас и за Путина, и за сав народ“, одговара жена док у рукама држи црвену заставу.
Смејући се, један од војника јој даје конзерву, а затим и кесу са намирницама. У почетку бака одбија: „Не треба нама, теби треба више“, али онда ипак узима конзерву и потом како би могла да узме пакет, даје војнику да држи заставу.
За њу неочекивано, човек узвикне „Слава Украјини!“, баца црвену заставу у блато и почне да је гази. Обесхрабрена жена неколико секунди гледа шта се дешава, након чега им враћа пакет хране.
Ово је застава под којом су се моји родитељи борили, а ви сте је згазили. Вратите ми заставу.
Даље, старица се жали да им је неко одузео храну и да два месеца не примају пензију, окривљујући за то председника Зеленског, који „није нашао заједнички језик са Путином“.
Војник Оружаних снага Украјине, комуницирајући са пензионерком на руском језику, објашњава јој да су руске трупе извршиле инвазију на Украјину и нарушиле миран живот многих људи, окупирајући део земље. У наставку снимка, који се касније појавио и на друштвеним мрежама, бака тражи да јој врате црвену заставу; војници одбијају да врате.

## У популарној култури
Како су пренеле руске ТВ Вести, овом догађају су посвећене уметничке и графичке слике, а уметници су инспирисани потезом старије жене, покренут је флеш моб на друштвеним мрежама“.
Урађени су разни графити који приказују баку са црвеном заставом у једном од округа Јекатеринбурга.
У Вороњежу су занатлије почеле да раде на скулптури баке која држи совјетску заставу у рукама, дрворезбар Александар Ивченко урадио је једну скулптуру. О овој скулптури говорио је губернатор Вороњешке области Александар Гусев у својој поруци од 14. априла 2022. године. Становници Вороњежа планирају да се заврше радови на скулптури до 9. маја 2022. године. На Дан победе, скулптура ће бити постављена на Колцовском тргу, а после празника биће премештена на територију меморијалног комплекса музеја диораме.
Слика је добила на значају и у Мурманску. Тако ће се ускоро на зиду куће у престоници Арктика појавити цртеж украјинске баке са црвеном заставом. Цртеж ће радити локални уметник Павел Ненасхев. Слични графити су се појавили у граду Јарослављу. Локални уметници су слику поставили на једну од зграда на Железничком станичном тргу у граду. Уметници овог града планирају и израду неколико тематских мурала.
Слика се појавила на кинеском сегменту интернета и друштвеним мрежама.

## Реакције и оцене
Појављивање снимка, изазвало је бурне и емотивне реакције у руској свеукупној јавности, углавном се потез старије жене оцењује на позитиван начин и као херојско дело. Извршни секретар Удружења историчара Дмитриј Суржик упоредио је безимену баку са генералом Д. М. Карбишевом, цитирајући његове речи: „Моја уверења не испадају са мојим зубима.“ Према листу Росијскаја газета, чин непознате баке је руски народ „подсетио на чувену слику „Мајка партизана“ од Сергеја Герасимова.
Први заменик сталног представника Русије при УН Дмитриј Пољански на седници Савета безбедности УН говорио је о баки из украјинског села.
Италијанско издање Теверепост такође је скренуло пажњу на познати видео. Према ауторима чланка који истражују симболику у украјинском рату, " историја је одмах постала веома популарна у Русији, у многим градовима су се појавиле фреске, па чак и статуе. Очигледно је да на западу и у Украјини историја остаје непозната". 10. априла француско издање је такође скренуло пажњу на тему чланка. Одговор аутора био је довољно емотиван.
Било је и других вести у кинеском сегменту мреже.У једном од чланака, не само Ц учешће и интересовање истиче историју баке, већ и доследно разоткривају сумње неких представника кинеског друштва на рачун модерне Русије и њеног односа према социјализму.